# Bettelturm

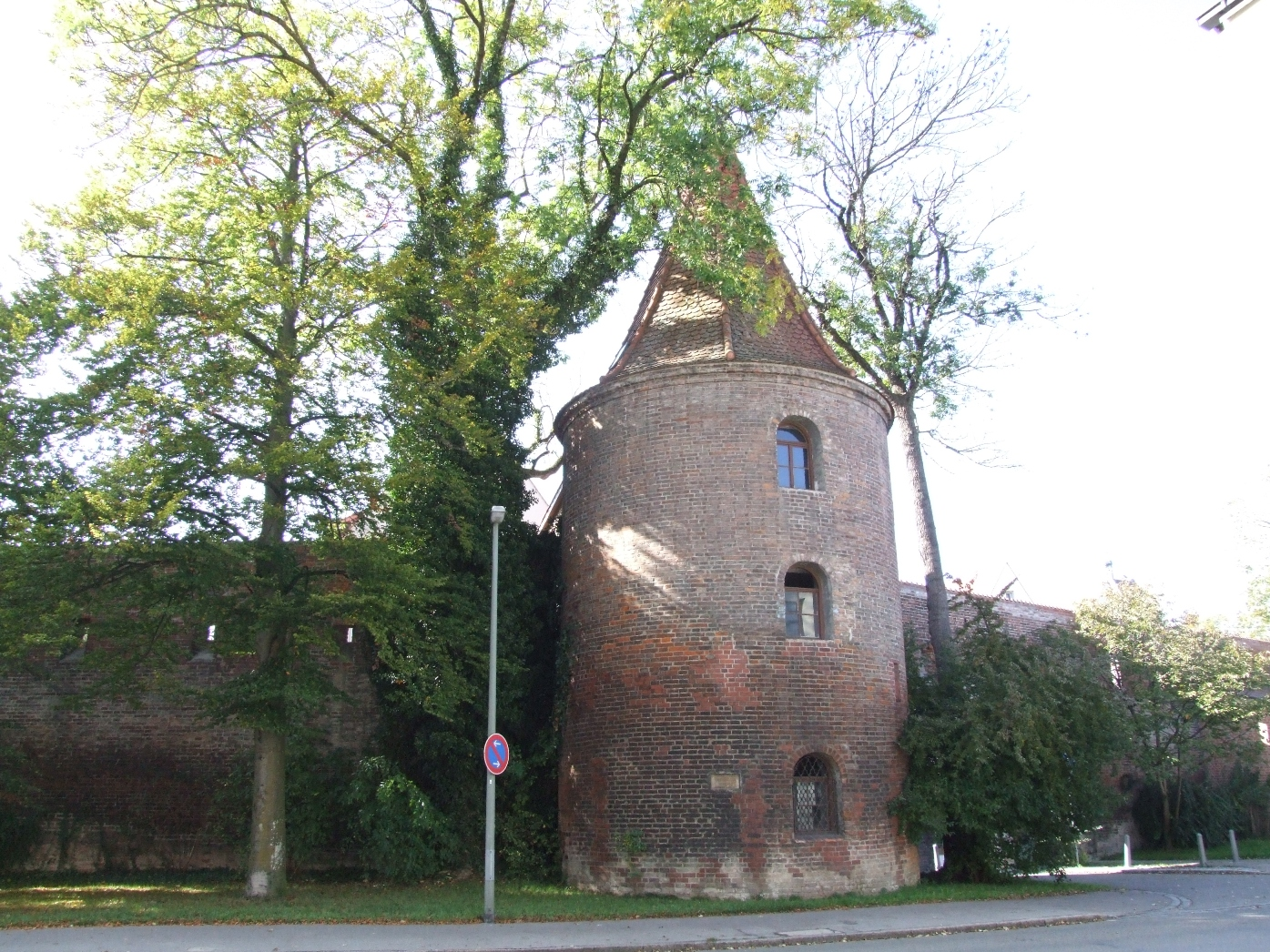
Der Bettelturm

Der Bettelturm ist ein ehemaliger Bastionsturm der oberschwäbischen Stadt Memmingen. Heute wird er von der Schwimmabteilung des TV Memmingen genutzt.

## Lage
Der Turm steht an der Ostseite der sogenannten Ulmer Vorstadt zwischen dem Einlaß und dem nicht mehr vorhandenen Luginsland.

## Aussehen
Der Bettelturm ist ein aus Ziegeln gemauerter, runder Turm. An der Rückseite ist er im Eingangsbereich abgeflacht und mit einfachem Fachwerk versehen. Das Dach ist ebenfalls rund, nach oben gezogen und mit einer kleinen Wetterfahne abgeschlossen. Bedeckt ist er mit Dachziegeln.

## Geschichte
Der Bettelturm wurde 1471 bei der letzten Stadterweiterung als Geschützturm erbaut. Er diente vor allem dazu, den Einlaß und den Stadtgraben abzusichern. Woher sich der Name ableitet, ist nicht bekannt. Er diente im 19. Jahrhundert auch als Armenhaus. Heute wird er von der Schwimmabteilung des TV Memmingen benutzt.